# Clephydroneura cochinensis
Clephydroneura cochinensis là một loài ruồi trong họ Asilidae. Clephydroneura cochinensis được Oldroyd miêu tả năm 1938. Loài này phân bố ở miền Ấn Độ - Mã Lai.